# 8216 Melosh
8216 Melosh (1995 FX14) là một tiểu hành tinh vành đai chính được phát hiện ngày 27 tháng 3 năm 1995 bởi Spacewatch ở Kitt Peak.
Tiểu hành tinh được đặt tên theo tên của nhà khoa học Jay Melosh.